# Alburnus heckeli
Alburnus heckeli és una espècie de peix cipriniforme de la família dels ciprínids que es troba al curs superior del riu Tigris.